# Universiteit van Californië - Davis

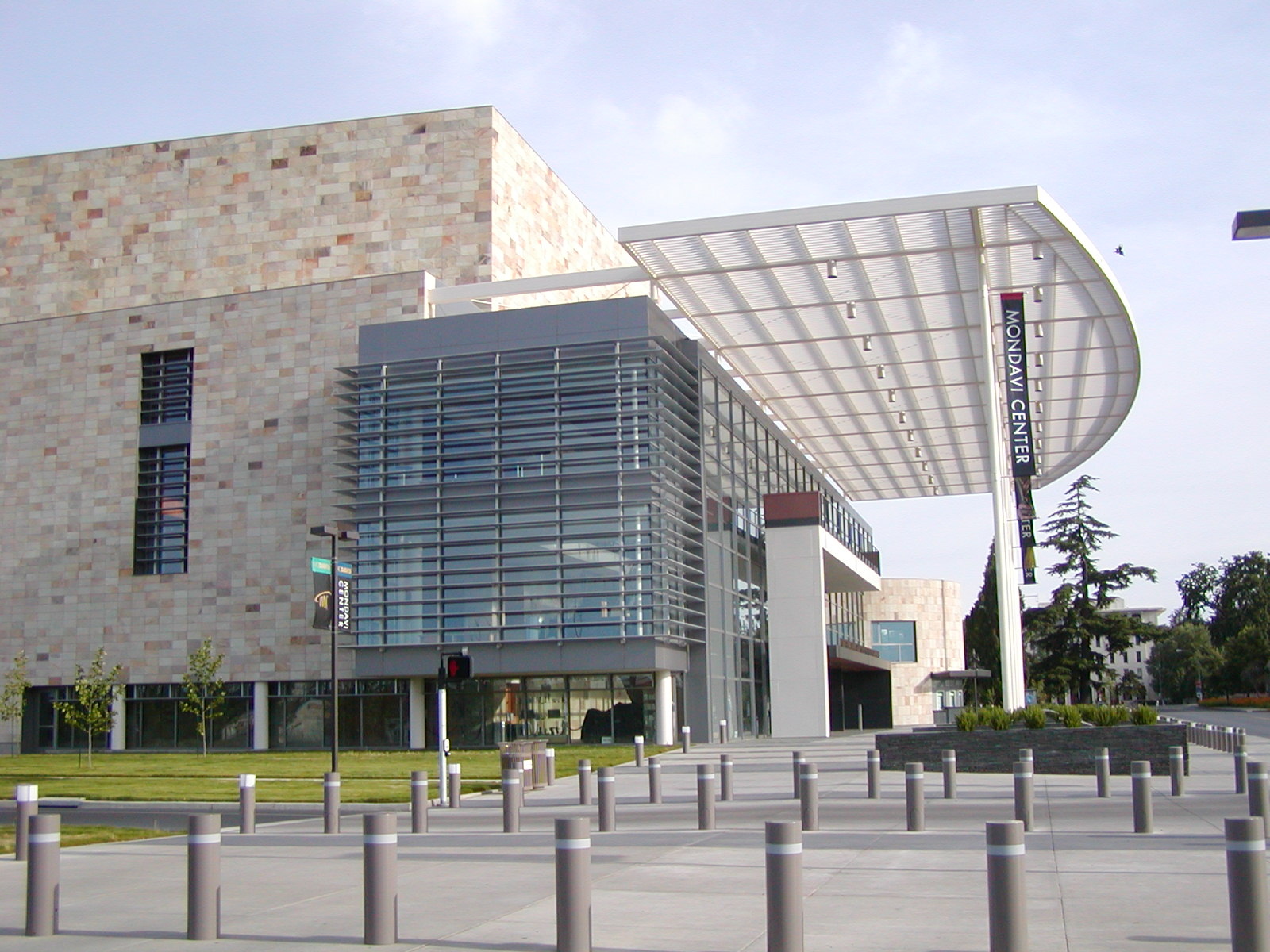
Het Mondavi Center, genoemd naar wijnmaker Robert Mondavi, is het centrum voor uitvoerende kunsten op de universiteitscampus.

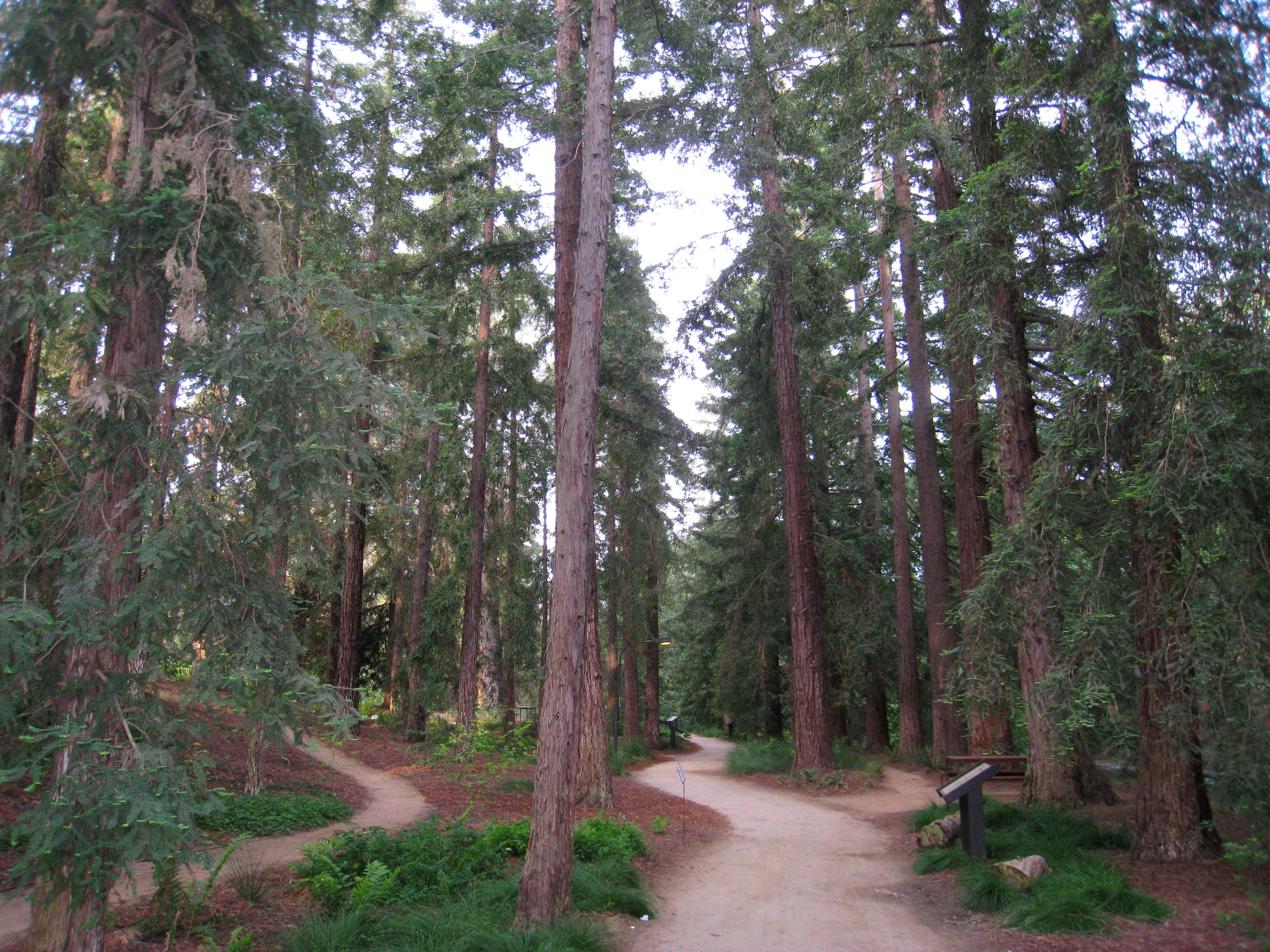
De T. Elliot Weier Redwood Grove met kustmammoetbomen (Sequoia sempervirens) in het arboretum van UC Davis.

De Universiteit van Californië - Davis (Engels: University of California, Davis; afgekort UCD, UC Davis of gewoon Davis) is een Amerikaanse openbare onderwijs- en onderzoeksuniversiteit en een van de tien campussen in het gerenommeerde Universiteit van Californië-systeem. De universiteitscampus bevindt zich in de universiteitsstad Davis (Yolo County), in de agglomeratie van Sacramento.
De universiteit werd in 1905 opgericht als de landbouwschool van de universiteit in Berkeley en nog steeds staat Davis bekend om haar opleidingen oenologie en wijnbouw. In 1959 werd Davis de zevende volwaardige universiteitscampus van de Universiteit van Californië. De 2.958 hectare grote campus is de grootste van het systeem en met meer dan 32.000 studenten is Davis de op twee na grootste. UC Davis rekent verschillende voorname onderzoekers tot haar staf.
De sportteams van UC Davis zijn de Aggies. Ze komen uit op het niveau van de NCAA Division I en dan vooral in de Big West Conference, de Big Sky Conference en de Mountain Pacific Sports Federation.

## Alumni en hoogleraren
Enkele bekende alumni van UC Davis zijn:
- Alberto Antonini, Italiaans oenoloog
- Bonnie Bassler, moleculair bioloog
- Cathy Carr, zwemster
- Daniel Descalso, honkbalspeler
- Cal Dooley, politicus en zakenman
- Adam Duritz, muzikant en producer
- Tracy Caldwell Dyson, scheikundige en astronaute
- Urijah Faber, mixed martial artist
- John Hennigan, worstelaar
- KevJumba, internetpersoonlijkheid en komiek
- George Miller, politicus
- Bruce Nauman, kunstenaar
- Mohsen Nourbakhsh, Iraans econoom
- Mari Elka Pangestu, Indonesisch politica
- Stephen Robinson, astronaut
- DJ Shadow, muzikant en producer
- Jackie Speier, politica
- Anthony Swofford, schrijver
- Kate Tsui Ji-San, actrice
- Ann Veneman, politica
- Sal Viscuso, acteur
- Martin Yan, chef-kok
- Robert Clark Young, schrijver

Tot de staf van de universiteit behoren of behoorden onder andere:
- Berni Alder, fysicus
- Larry Austin, componist
- Gregory Clark, economisch historicus
- Theodosius Dobzhansky, geneticus, entomoloog, evolutiebioloog en theïstisch evolutionist
- Sarah Blaffer Hrdy, antropoloog en primatoloog
- Lynn Kimsey, entomoloog en taxonoom
- Edwin Gerhard Krebs, biochemicus en Nobelprijswinnaar
- Greg Kuperberg, wiskundige
- Peter Robert Marler, neurobioloog en etholoog
- Paul Moller, ingenieur
- Manuel Neri, kunstenaar
- Ann C. Noble, scheikundige
- Harold Olmo, wijnbouwkundige
- Bob Ostertag, klankkunstenaar
- Jerome Rosen, componist, muziekpedagoog, dirigent, klarinettist en saxofonist
- Albert Schwarz, wiskundige en theoretisch fysicus
- Gary Snyder, dichter
- G. Ledyard Stebbins, botanicus en geneticus
- Alan Taylor, geschiedkundige
- George Tchobanoglous, milieu-ingenieur
- Wayne Thiebaud, kunstschilder
- William Thurston, wiskundige
- Craig Tracy, wiskundige
- Edgar Warren Williams, componist en muziekpedagoog